# Kongens Fødselsdag (dokumentarfilm)
|  | Denne artikel er oprettet af botten Steenthbot ud fra en ekstern database. Den kan derfor have sproglige fejl eller mangler. Denne skabelon kan fjernes efter kontrol af indholdet. |

 For alternative betydninger, se Kongens Fødselsdag. (Se også artikler, som begynder med Kongens Fødselsdag)
Kongens Fødselsdag er en dansk dokumentarisk optagelse fra 1940.

## Handling
Kong Christian X's 70 års fødselsdag 26. september 1940. Kongen rider ud fra Amalienborg Slot og hyldes af folket. Tæt omsluttet af menneskemængden, der løber med ham på hele turen, rider han gennem et flagsmykket København på sin hest Rolf. Tilbage på Amalienborg går kongen og Dronning Alexandrine ud på balkonen og modtager folkets hyldest.

## Medvirkende
- Kong Christian X
- Dronning Alexandrine
- Kong Frederik IX